# فرودگاه محلی حفر الباطن
فرودگاه محلی حفر الباطن (به انگلیسی: Hafar Al-Batin Domestic Airport) یک فرودگاه نظامی با کد یاتا HBT است که یک باند فرود آسفالت دارد و طول باند آن ۳۶۵۹ متر است. این فرودگاه در کشور عربستان سعودی قرار دارد و در ارتفاع ۴۱۲ متری از سطح دریا واقع شده‌است.